# Mirinae
Die Mirinae sind eine Unterfamilie der Weichwanzen (Miridae) aus der Teilordnung Cimicomorpha. Mit bisher mehr als 4000 bekannten Arten und mehr als 300 Gattungen ist sie die artenreichste Unterfamilie der Weichwanzen. In Europa kommen mehr als 320 Arten vor, in Mitteleuropa sind es ungefähr 130.

## Merkmale
Die Tiere sind für Weichwanzen verhältnismäßig groß, wobei Callichilella grandis mit einer Länge von etwa 15 Millimetern zu den größten Weichwanzen überhaupt zählt. Die Autapomorphien, die die Unterfamilie charakterisieren, beschränken sich auf die Merkmale der Genitalien und Prätarsen: Das Endosoma ist membranös und trägt sklerotisierte Nadeln und eine ringförmige sekundäre Gonopore. Die hintere Wand der Bursa copulatrix trägt einen medianen Fortsatz („sigmoid process“) und die Prätarsen haben divergierende, lamellenförmige Parempodia an den Klauen.

## Vorkommen und Lebensweise
Die Herdoniini sind in ihrer Verbreitung fast ausschließlich an die Tropen der Neuen Welt beschränkt und haben in ihrem Körperbau starke Ähnlichkeit mit Ameisen. Die Hyalopeplini sind eine in den Tropen der Alten Welt verbreitete Gruppe, deren Hemielytren durchsichtig sind und die den Wanzen eine gewisse Ähnlichkeit mit großen Wespen gibt. Die Mecistoscelini umfasst an Gräsern saugende Wanzen mit der Verbreitung im Orient, mit schlanken Körpern und langen, schlanken Extremitäten. Die Mirini sind weltweit verbreitet und umfassen die meisten Gattungen der Mirinae. Zu ihnen zählen Wanzen mit weichwanzen-typischem, ovalem Körperbau. Viele Arten der Mirini haben wirtschaftliche Bedeutung. Die Resthenini sind in der Neuen Welt verbreitet und überwiegend in roter und schwarzer Warnfarbe gemustert. Der Verdunstungsbereich ihrer Duftdrüsen ist stark zurückgebildet. Die Stenodemini sind eine weltweit verbreitete Gruppe blass gefärbter Wanzen mit langgestrecktem Körperbau, die an Gräsern saugen. Die meistern Vertreter der Unterfamilie ernähren sich phytophag, nur wenige leben räuberisch, oder zoophytophag. Viele der phytophagen Arten ernähren sich aber zumindest gelegentlich auch räuberisch.

## Taxonomie und Systematik
Die Mirinae umfassen nach der Klassifikation von Schwartz (1987), die von Cassis & Schuh 2012 bestätigt wurde, sechs Tribus:
- Herdoniini (ca. 25 Gattungen; Tropen der Neuen Welt)
- Hyalopeplini (15 Gattungen; Tropen der Alten Welt)
- Mecistoscelini (3 Gattungen; Orient)
- Mirini (mehr als 250 Gattungen; weltweit)
- Resthenini (17 Gattungen; Neue Welt)
- Stenodemini (25 Gattungen, weltweit)

## Arten in Europa (Auswahl)
In Europa treten unter anderem folgende Arten auf:
- Acetropis carinata (Herrich-Schäffer, 1841)
- Acetropis gimmerthalii (Flor, 1860)
- Acetropis longirostris Puton, 1875
- Acetropis sinuata Wagner, 1951
- Acetropis stysi Remane & Günther, 2008
- Actinocoris signatus Reuter, 1878
- Actinonotus pulcher (Herrich-Schäffer, 1835)
- Adelphocoris bimaculicollis Lindberg, 1948
- Adelphocoris detritus (Fieber, 1861)
- Adelphocoris hercynicus Wagner, 1938
- Adelphocoris insignis Horvath, 1898
- Adelphocoris josifovi Wagner, 1968
- Adelphocoris laeviusculus Vinokurov, 1976
- Adelphocoris lineolatus (Goeze, 1778)
- Adelphocoris quadripunctatus (Fabricius, 1794)
- Adelphocoris reichelii (Fieber, 1836)
- Adelphocoris seticornis (Fabricius, 1775)
- Adelphocoris ticinensis (Meyer-Dür, 1843)
- Adelphocoris vandalicus (Rossi, 1790)
- Agnocoris eduardi J. Ribes, 1977
- Agnocoris reclairei (Wagner, 1949)
- Agnocoris rubicundus (Fallen, 1807)
- Alloeonotus egregius Fieber, 1864
- Alloeonotus fulvipes (Scopoli, 1763)
- Allorhinocoris flavus J. Sahlberg, 1878
- Apantilius prasinus (Fieber, 1870)
- Aphanosoma italicum A. Costa, 1842
- Apolygus limbatus (Fallen, 1807)
- Apolygus lucorum (Meyer-Dür, 1843)
- Apolygus rhamnicola (Reuter, 1885)
- Apolygus rubrostriatus (Wagner, 1971)
- Apolygus spinolae (Meyer-Dür, 1841)
- Brachycoleus bolivari Horvath, 1901
- Brachycoleus decolor Reuter, 1887
- Brachycoleus lineellus Jakovlev, 1884
- Brachycoleus pilicornis (Panzer, 1805)
- Brachycoleus sexvittatus Reuter, 1877
- Brachycoleus steini Reuter, 1877
- Brachycoleus triangularis (Goeze, 1778)
- Calocoris affinis (Herrich-Schäffer, 1835)
- Calocoris alpestris (Meyer-Dür, 1843)
- Calocoris nemoralis (Fabricius, 1787)
- Calocoris roseomaculatus (De Geer, 1773)
- Camponotidea fieberi Reuter, 1879
- Camponotidea saundersi (Puton, 1874)
- Camptozygum aequale (Villers, 1789)
- Camptozygum pumilio Reuter, 1902
- Capsodes bicolor (Fieber, 1864)
- Capsodes flavomarginatus (Donovan, 1798)
- Capsodes gothicus (Linnaeus, 1758)
- Capsodes mat (Rossi, 1790)
- Capsodes robustus Wagner, 1951
- Capsodes sulcatus (Fieber, 1861)
- Capsodes vittiventris (Puton, 1883)
- Capsus ater (Linnaeus, 1758)
- Capsus cinctus (Kolenati, 1845)
- Capsus pilifer (Remane, 1950)
- Capsus wagneri (Remane, 1950)
- Charagochilus gyllenhalii (Fallen, 1807)
- Charagochilus spiralifer Kerzhner, 1988
- Charagochilus weberi Wagner, 1953
- Closterotomus annulus (Brullé, 1832)
- Closterotomus biclavatus (Herrich-Schäffer, 1835)
- Closterotomus cinctipes (A. Costa, 1853)
- Closterotomus costae (Reuter, 1888)
- Closterotomus fulvomaculatus (De Geer, 1773)
- Closterotomus histrio (Reuter, 1877)
- Closterotomus izyai Matocq & Pluot-Sigwalt, 2006
- Closterotomus krueperi (Reuter, 1880)
- Closterotomus migrans (Lindberg, 1948)
- Closterotomus norwegicus (Gmelin, 1790)
- Closterotomus picturatus (Reuter, 1896)
- Closterotomus princeps (Reuter, 1880)
- Closterotomus putoni (Horvath, 1888)
- Closterotomus reuteri (Horvath, 1882)
- Closterotomus samojedorum (J. Sahlberg, 1878)
- Closterotomus trivialis (A. Costa, 1853)
- Closterotomus tunetanus (Wagner, 1942)
- Closterotomus ventralis (Reuter, 1879)
- Closterotomus venustus (Fieber, 1861)
- Closterotomus vicinus (Horvath, 1876)
- Creontiades pallidus (Rambur, 1839)
- Cyphodema instabilis (Lucas, 1849)
- Cyphodema mendosa Montandon, 1887
- Dichrooscytus algiricus Wagner, 1951
- Dichrooscytus bureschi Josifov, 1974
- Dichrooscytus cyprius Lindberg, 1948
- Dichrooscytus dalmatinus Wagner, 1951
- Dichrooscytus gustavi Josifov, 1981
- Dichrooscytus impros Heiss, 1988
- Dichrooscytus inermis Wagner, 1974
- Dichrooscytus intermedius Reuter, 1885
- Dichrooscytus juniperi Lindberg, 1948
- Dichrooscytus nanae Wagner, 1957
- Dichrooscytus rufipennis (Fallen, 1807)
- Dichrooscytus valesianus Fieber, 1861
- Dionconotus confluens Hoberlandt, 1945
- Dionconotus neglectus (Fabricius, 1798)
- Dionconotus parnisanus Hoberlandt, 1945
- Dolichomiris linearis Reuter, 1882
- Epimecellus cyllocoroides (Reuter, 1879)
- Eurystylus bellevoyei (Reuter, 1879)
- Grypocoris sexguttatus (Fabricius, 1777)
- Grypocoris stysi (Wagner, 1968)
- Hadrodemus m-flavum (Goeze, 1778)
- Hadrodemus noualhieri (Reuter, 1896)
- Horistus bimaculatus (Jakovlev, 1884)
- Horistus elongatus (Wagner, 1951)
- Horistus infuscatus (Brullé, 1832)
- Horistus orientalis (Gmelin, 1790)
- Horwathia hieroglyphica (Mulsant & Rey, 1852)
- Horwathia lineolata (A. Costa, 1862)
- Leptopterna albescens (Reuter, 1891)
- Leptopterna dentifer Linnavuori, 1970
- Leptopterna dolabrata (Linnaeus, 1758)
- Leptopterna emeljanovi Vinokurov, 1982
- Leptopterna euxina Vinokurov, 198, 2
- Leptopterna ferrugata (Fallen, 1807)
- Leptopterna griesheimae Wagner, 1952
- Leptopterna pilosa Reuter, 1880
- Liocoris tripustulatus (Fabricius, 1781)
- Lygocoris minor (Wagner, 1950)
- Lygocoris pabulinus (Linnaeus, 1761)
- Lygocoris rugicollis (Fallen, 1807)
- Lygus adspersus (Schilling, 1837)
- Lygus gemellatus (Herrich-Schäffer, 1835)
- Lygus italicus Wagner, 1950
- Lygus maritimus Wagner, 1949
- Lygus pratensis (Linnaeus, 1758)
- Lygus punctatus (Zetterstedt, 1838)
- Lygus rugulipennis Poppius, 1911
- Lygus wagneri Remane, 1955
- Megacoelum angustum Wagner, 1965
- Megacoelum beckeri (Fieber, 1870)
- Megacoelum infusum (Herrich-Schäffer, 1837)
- Megacoelum myrti Linnavuori, 1965
- Megacoelum quercicola Linnavuori, 1965
- Megacoelum zollikoferiae (Lindberg, 1953)
- Megaloceroea recticornis (Geoffroy, 1785)
- Mermitelocerus schmidtii (Fieber, 1836)
- Miridius longiceps Wagner, 1955
- Miridius pallidus Horvath, 1887
- Miridius quadrivirgatus (A. Costa, 1853)
- Miris nebrodensis Carapezza, 1991
- Miris striatus (Linnaeus, 1758)
- Myrmecoris gracilis (R.F. Sahlberg, 1848)
- Neolygus contaminatus (Fallen, 1807)
- Neolygus populi (Leston, 1957)
- Neolygus viridis (Fallen, 1807)
- Neolygus zebei Günther, 1997
- Notostira elongata (Geoffroy, 1785)
- Notostira erratica (Linnaeus, 1758)
- Odontoplatys bidentulus (Herrich-Schäffer, 1842)
- Orthops basalis (A. Costa, 1853)
- Orthops forelii Fieber, 1858
- Orthops campestris (Linnaeus, 1758)
- Orthops kalmii (Linnaeus, 1758)
- Orthops montanus (Schilling, 1837)
- Pachypterna fieberi Fieber, 1858
- Pantilius tunicatus (Fabricius, 1781)
- Phytocoris abeillei Puton, 1884
- Phytocoris acuminatus Carapezza, 1984
- Phytocoris adiacritus Rieger, 1989
- Phytocoris algoviensis Schmidt, 1934
- Phytocoris austriacus Wagner, 1954
- Phytocoris azrouensis Wagner, 1959
- Phytocoris berberidis Wagner, 1967
- Phytocoris bivittatus Reuter, 1904
- Phytocoris brunneicollis Wagner, 1961
- Phytocoris buxi Ribaut, 1928
- Phytocoris calabricus Tamanini, 1975
- Phytocoris cedri Lindberg, 1948
- Phytocoris cephalonicae Rieger, 1989
- Phytocoris chardoni Puton, 1887
- Phytocoris chicotei Bolivar, 1881
- Phytocoris citrinus Bolivar, 1881
- Phytocoris confusus Reuter, 1896
- Phytocoris conifer Wagner, 1959
- Phytocoris cossyrensis Carapezza, 1995
- Phytocoris creticus Wagner, 1959
- Phytocoris crux Wagner, 1959
- Phytocoris cyprius Wagner, 1967
- Phytocoris degregorioi J. Ribes & E. Ribes, 2002
- Phytocoris delicatulus Bolivar, 1881
- Phytocoris dimidiatus Kirschbaum, 1856
- Phytocoris eduardi Kerzhner & Schuh, 1998
- Phytocoris exoletus A. Costa, 1853
- Phytocoris fieberi Bolivar, 1881
- Phytocoris flammula Reuter, 1875
- Phytocoris guentheri Heiss & J. Ribes, 2007
- Phytocoris hakoni Wagner, 1959
- Phytocoris hartigi Wagner, 1973
- Phytocoris hesperidum Linnavuori, 1970
- Phytocoris hirsutulus Flor, 1861
- Phytocoris holsata (Fabricius, 1787)
- Phytocoris incanus Fieber, 1864
- Phytocoris insignis Reuter, 1876
- Phytocoris intricatus Flor, 1861
- Phytocoris issykensis Poppius, 1912
- Phytocoris italicus Wagner, 1954
- Phytocoris jordani Wagner, 1954
- Phytocoris juniperi Frey-Gessner, 1865
- Phytocoris laciniatus Tamanini, 1975
- Phytocoris laevigata (Linnaeus, 1758)
- Phytocoris limonii Günther, 1992
- Phytocoris lindbergi Wagner, 1954
- Phytocoris longipennis Flor, 1861
- Phytocoris malickyi Rieger, 1995
- Phytocoris mauli Lindberg, 1961
- Phytocoris meinanderi Wagner, 1968
- Phytocoris meridionalis Herrich-Schäffer, 1835
- Phytocoris minor Kirschbaum, 1856
- Phytocoris miridioides Lethierry, 1877
- Phytocoris nevadensis Lindberg, 1934
- Phytocoris nowickyi Fieber, 1870
- Phytocoris obliquus A. Costa, 1853
- Phytocoris obscuratus Carvalho, 1959
- Phytocoris parvuloides Wagner, 1961
- Phytocoris parvulus Reuter, 1880
- Phytocoris perangustus Wagner, 1961
- Phytocoris pilifer Reuter, 1880
- Phytocoris pini Kirschbaum, 1856
- Phytocoris pinihalepensis Lindberg, 1948
- Phytocoris populi (Linnaeus, 1758)
- Phytocoris pseudobscuratus Rieger & Pagola-Carte, 2009
- Phytocoris pseudocellatus J. Ribes & Pagola-Carte, 2009
- Phytocoris pyrounakifer Rieger, 1986
- Phytocoris retamae Reuter, 1900
- Phytocoris reuteri Saunders, 1876
- Phytocoris ribesi Wagner, 1969
- Phytocoris riegeri J. Ribes & Heiss, 2001
- Phytocoris rosmarini Wagner, 1976
- Phytocoris salsolae Puton, 1874
- Phytocoris sanctipetri Carapezza, 1985
- Phytocoris santolinae Wagner, 1961
- Phytocoris sardus Wagner, 1976
- Phytocoris scituloides Lindberg, 1948
- Phytocoris scitulus Reuter, 1908
- Phytocoris seidenstueckeri Wagner, 1955
- Phytocoris selvagensis J. Ribes, 1978
- Phytocoris sericans (Fieber, 1861)
- Phytocoris setiger Reuter, 1896
- Phytocoris singeri Wagner, 1954
- Phytocoris strymonensis Josifov, 1990
- Phytocoris tauricus Kerzhner, 1964
- Phytocoris thrax Josifov, 1969
- Phytocoris thymelaeanus Tamanini, 1980
- Phytocoris tiliae (Fabricius, 1777)
- Phytocoris trichopterus Rieger, 1989
- Phytocoris tridens Wagner, 1954
- Phytocoris turanica Reuter, 1904
- Phytocoris ulmi (Linnaeus, 1758)
- Phytocoris ustulatus Herrich-Schäffer, 1835
- Phytocoris vallhonrati J. Ribes & E. Ribes, 2000
- Phytocoris varipes Boheman, 1852
- Phytocoris viberti Horvath, 1911
- Phytocoris virens (Linnaeus, 1767)
- Phytocoris virescens Wagner, 1961
- Phytocoris vittiger Reuter, 1896
- Phytocoris wagneri Kerzhner & Schuh, 1998
- Phytocoris weidneri Wagner, 1975
- Phytocoris zebra Wagner, 1975
- Phytocoris zenobia Linnavuori, 1994
- Pinalitus atomarius (Meyer-Dür, 1843)
- Pinalitus cervinus (Herrich-Schäffer, 1841)
- Pinalitus coccineus (Horvath, 1898)
- Pinalitus conspurcatus (Reuter, 1875)
- Pinalitus insularis (Reuter, 1895)
- Pinalitus oleae (Wagner, 1967)
- Pinalitus oromii J. Ribes, 1992
- Pinalitus parvulus (Reuter, 1879)
- Pinalitus rubricatus (Fallen, 1807)
- Pinalitus rufinervis (Reuter, 1879)
- Pinalitus viscicola (Puton, 1888)
- Pithanus hrabei Stehlik, 1952
- Pithanus maerkelii (Herrich-Schäffer, 1838)
- Pithanus marshalli Douglas & Scott, 1868
- Polymerus asperulae (Fieber, 1861)
- Polymerus brevicornis (Reuter, 1879)
- Polymerus carpathicus (Horvath, 1882)
- Polymerus cognatus (Fieber, 1858)
- Polymerus hirtulus Wagner, 1959
- Polymerus holosericeus Hahn, 1831
- Polymerus lammesi Rinne, 1989
- Polymerus microphthalmus (Wagner, 1951)
- Polymerus nigrita (Fallen, 1807)
- Polymerus palustris (Reuter, 1907)
- Polymerus tepastus Rinne, 1989
- Polymerus unifasciatus (Fabricius, 1794)
- Polymerus vulneratus (Panzer, 1806)
- Reuterista instabilis (Fieber, 1861)
- Rhabdomiris striatellus (Fabricius, 1794)
- Rhabdoscytus carapezzai Matocq, 2004
- Rhabdoscytus costae (Reuter, 1902)
- Rhabdoscytus guldei Horvath, 1923
- Saundersiella moerens (Reuter, 1876)
- Stenodema algoviensis Schmidt, 1934
- Stenodema calcarata (Fallen, 1807)
- Stenodema holsata (Fabricius, 1787)
- Stenodema laevigata (Linnaeus, 1758)
- Stenodema pilosa (Jakovlev, 1889)
- Stenodema sericans (Fieber, 1861)
- Stenodema trispinosa Reuter, 1904
- Stenodema virens (Linnaeus, 1767)
- Stenotus binotatus (Fabricius, 1794)
- Stenotus tesquorum Akramovskaya & Kerzhner, 1978
- Taylorilygus apicalis (Fieber, 1861)
- Teratocoris antennatus (Boheman, 1852)
- Teratocoris caricis Kirkaldy, 1909
- Teratocoris paludum J. Sahlberg, 1870
- Teratocoris saundersi Douglas & Scott, 1869
- Teratocoris viridis Douglas & Scott, 1867
- Thiomiris sulphureus (Reuter, 1879)
- Trigonotylus brevipes Jakovlev, 1880
- Trigonotylus caelestialium (Kirkaldy, 1902)
- Trigonotylus erhardi Grimm & Rieger, 1998
- Trigonotylus fuscitarsis Lammes, 1987
- Trigonotylus kalonis Grimm & Rieger, 1998
- Trigonotylus pallescens Golub, 1989
- Trigonotylus psammaecolor Reuter, 1885
- Trigonotylus pulchellus (Hahn, 1834)
- Trigonotylus ruficornis (Geoffroy, 1785)
- Trigonotylus tenuis Reuter, 1893
- Trigonotylus viridis (Provancher, 1872)
- Tropidosteptes pacificus (Van Duzee, 1921)
- Zygimus nigriceps (Fallen, 1829)

## Weitere Arten
Eine Auswahl außereuropäischer Arten:
- Creontiades signatus (Distant, 1884)

## Galerie

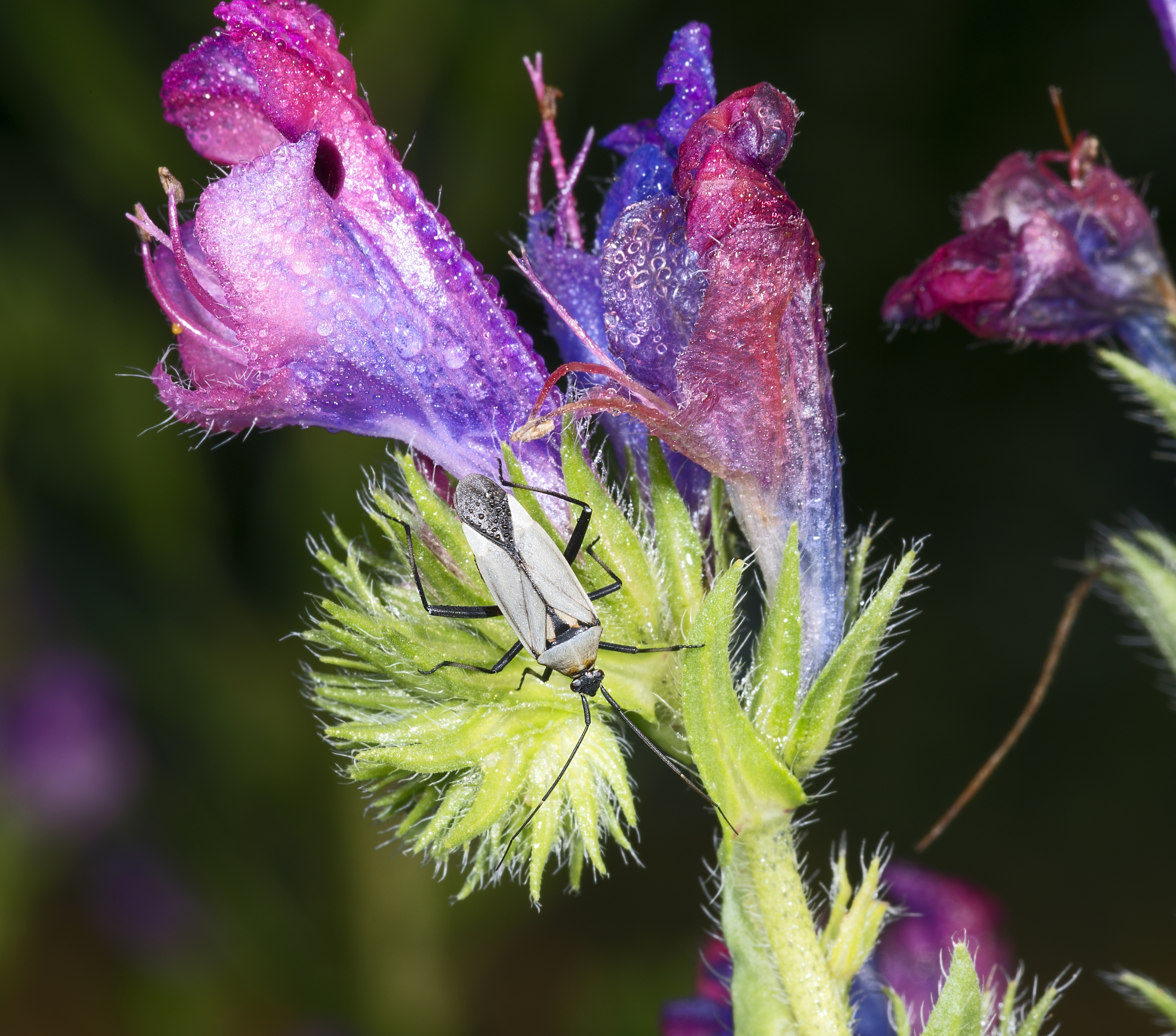
Calocoris nemoralis
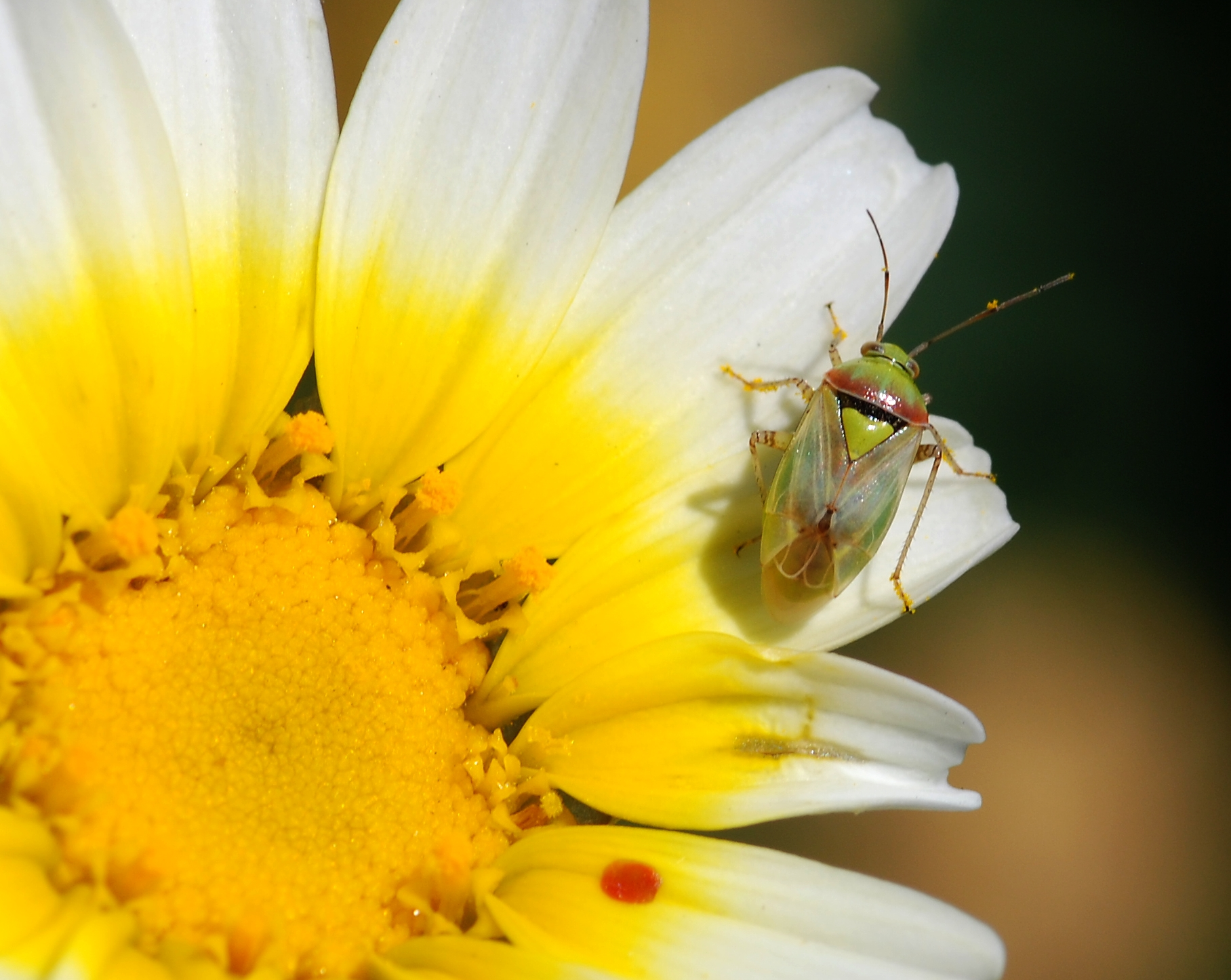
Lygus maritimus
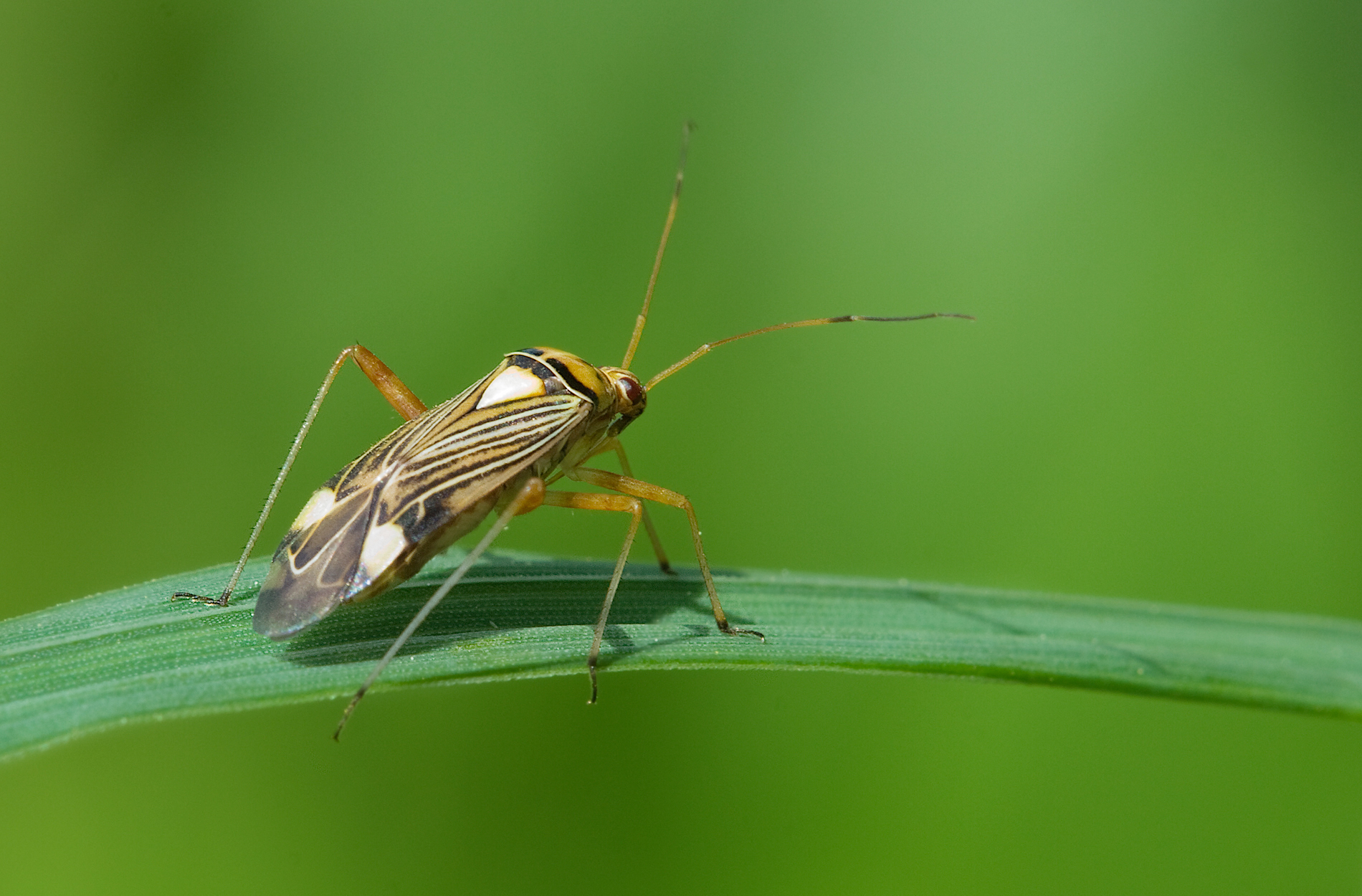
Eichen-Schmuckwanze (Rhabdomiris striatellus)

## Belege